# هانس آلبرس
هانس آلبرس (انگلیسی: Hans Albers؛ ۲۲ سپتامبر ۱۸۹۱ – ۲۴ ژوئیهٔ ۱۹۶۰) یک هنرپیشه و خواننده اهل آلمان بود. وی بین سال‌های ۱۹۱۸ تا ۱۹۶۰ میلادی فعالیت می‌کرد.او بزرگ‌ترین ستاره آلمان بین سال‌های ۱۹۳۰ تا ۱۹۴۵ و یکی از محبوبترین هنرپیشه‌های آلمانی سده بیستم است. 
از فیلم‌ها یا برنامه‌های تلویزیونی که وی در آن نقش داشته است می‌توان به فرشته آبی، آسفالت، طلا، آخرین نفر، پیر گینت و دانوب آبی اشاره کرد.